# Новый Ислам
Но́вый Исла́м — деревня в Пировском районе Красноярского края, входит в состав Комаровского сельсовета.

## География
Деревня находится на расстоянии примерно 22 км (по прямой) к юго-западу от села Пировское, административного центра района.

### Климат
Климат резко континентальный. Самый теплый месяц — июль, со средней температурой +17,8 °С, с абсолютным максимумом +34,6 °С. Самый холодный месяц — январь: средняя температура составляет –20,1 °С, абсолютный минимум –52,5 °С.

## История
В советское время в деревне работал колхоз «Яна-Юл».

## Население
| 2010 |
| ---- |
| 49   |

### Национальный состав
Согласно результатам переписи 2002 года, в национальной структуре населения татары составляли 83 % из 69 чел.